# Shannon Bogues
Shannon Bogues, né le 20 février 1997 à Killeen (Texas), est un joueur professionnel américain de basket-ball évoluant au poste d'arrière.

## Biographie

### Formation et débuts
Originaire de Killeen au Texas, Shannon Bogues commence le basket-ball au lycée Ellison. Il poursuit ensuite sa formation au McLennan Community College (NJCAA) entre 2015 et 2017. Durant cette période, il se distingue comme l’un des meilleurs marqueurs de la division, ce qui lui vaut une sélection au NJCAA All-Star Game. En 2017, il intègre l’équipe universitaire des Lumberjacks de Stephen F. Austin, où il joue pendant deux saisons en NCAA Division I. Il y devient un joueur clé, terminant meilleur marqueur de l’équipe avec 17,9 points de moyenne lors de la saison 2018-2019.

### Carrière professionnelle
Non sélectionné à la draft NBA 2019, Shannon Bogues commence sa carrière professionnelle en G League avec le Herd du Wisconsin, équipe affiliée aux Bucks de Milwaukee. Il évolue également brièvement avec le Go-Go de Capital City. En 2020, il s'engage avec le club polonais du GTK Gliwice (en), puis poursuit sa carrière européenne à Chypre sous les couleurs de l'Apóllon Limassol BC. En juillet 2024, il rejoint l'Alliance Sport Alsace pour la saison 2024-2025 de Pro B, apportant son expérience et ses qualités offensives à l'effectif alsacien.
Pour la saison 2025-2026, Bogues s'engage avec Le Mans Sarthe Basket, en première division française.

### Style de jeu
Shannon Bogues est un arrière explosif, capable de créer son propre tir et d’attaquer efficacement le panier. Son profil athlétique et son tir extérieur fiable font de lui un danger permanent pour les défenses adverses. Il possède également une bonne vision de jeu et une capacité à jouer sur les deux postes extérieurs. Son intensité défensive et son sens du jeu collectif sont régulièrement soulignés par ses entraîneurs.

## Statistiques

### Université
| Saison        | Université        | MJ | Min  | %FG  | %3Pts | %LF  | Reb | Pd  | Int | Bp  | Pts  |
| ------------- | ----------------- | -- | ---- | ---- | ----- | ---- | --- | --- | --- | --- | ---- |
| 2017–2018     | Stephen F. Austin | 35 | 24,1 | 50,5 | 35,2  | 79,5 | 2,4 | 1,4 | 1,3 | 1,1 | 15,4 |
| 2018–2019     | Stephen F. Austin | 30 | 36,1 | 42,0 | 36,9  | 78,6 | 3,0 | 3,6 | 1,2 | 1,5 | 17,9 |
| Carrière NCAA | Carrière NCAA     | 65 | 29,7 | 46,1 | 36,2  | 79,0 | 2,7 | 2,4 | 1,3 | 1,3 | 16,5 |

## Palmarès
- Participation au tournoi NCAA (2018)
- Sélection dans la All-Southland Conference Second Team (2018, 2019)

## Clubs
- 2015-2017 : McLennan CC (NJCAA)
- 2017-2019 : Stephen F. Austin (NCAA)
- 2019-2020 : Herd du Wisconsin (G League)
- 2020-2021 : GTK Gliwice (en) (Pologne)
- 2022 : Apóllon Limassol BC
- 2023 : Spinelli Massagno (Suisse -SBL)
- 2024-2025 : Alliance Sport Alsace (Pro B)
- depuis 2025 : Le Mans Sarthe Basket (Jeep Élite)